# 汪小帆
汪小帆 (1967年2月—)，江苏句容人，上海大学副校长，教授，主要从事网络科学方面的研究工作。入选中华人民共和国教育部2008年度"长江学者"特聘教授。曾就读于苏州大学数学系基础数学专业。